# James L. Schoppe
James L. Schoppe ist ein US-amerikanischer Szenenbildner und Artdirector.

## Leben
Schoppe begann seine Karriere 1972 im Filmstab als Szenenbild-Berater beim Blaxploitation-Film Black Girl von Ossie Davis. In der Folge arbeitete er bei einigen Filmen als Artdirector, darunter Willkommen Mr. Chance, The Rose und Die Rückkehr der Jedi-Ritter. 1984 war er für Richard Marquands Science-Fiction-Film zusammen mit Norman Reynolds, Fred Hole und Michael D. Ford für den Oscar in der Kategorie Bestes Szenenbild nominiert, die Auszeichnung ging in diesem Jahr jedoch an das Filmdrama Fanny und Alexander. Zwischen 1976 und 1982 arbeitete Schoppe an vier Filmen von Hal Ashby, darunter Dieses Land ist mein Land und Coming Home – Sie kehren heim.
In den 1990er Jahren arbeitete Schoppe an einer Reihe von Fernsehproduktionen, darunter der Fernsehfilm Mrs. Lamberts letzte Reise mit Walter Matthau und Ellen Burstyn in den Hauptrollen.

## Filmografie (Auswahl)
- 1976: Dieses Land ist mein Land (Bound for Glory)
- 1978: California Highway (Corvette Summer)
- 1978: Coming Home – Sie kehren heim (Coming Home)
- 1979: Willkommen Mr. Chance (Being There)
- 1979: The Rose
- 1980: Der lange Tod des Stuntman Cameron (The Stunt Man)
- 1980: Octagon (The Octagon)
- 1983: Die Rückkehr der Jedi-Ritter (Return of the Jedi)
- 1984: Die Rache der Eierköpfe (Revenge of the Nerds)
- 1985: Alles hört auf mein Kommando (Volunteers)
- 1986: Gung Ho
- 1987: Over the Top
- 1988: Ich bin Du (Vice Versa)
- 1990: Julia und ihre Liebhaber (Tune in Tomorrow...)
- 1993: Made of Steel – Hart wie Stahl (Beyond the Law)
- 1994: Color of Night
- 2006: Die Prophezeiungen von Celestine (The Celestine Prophecy)

## Auszeichnungen (Auswahl)
- 1984: Oscar-Nominierung in der Kategorie Bestes Szenenbild für Die Rückkehr der Jedi-Ritter